# Cờ Phật giáo

Cờ Phật giáo

Cờ Phật giáo là một lá cờ được thiết kế vào cuối thế kỉ XIX nhằm tượng trưng và đại diện một cách thống nhất cho Phật giáo và được Phật tử trên khắp thế giới sử dụng.

## Lịch sử

Một lá cờ Phật giáo tung bay tại Bắc Kinh.

Cờ Phật giáo được Hội đồng Colombo thiết kế vào năm 1885 tại Colombo, Sri Lanka. Hội đồng này bao gồm Ven. Hikkaduwe Sri Sumangala Thera (chủ tịch), Ven. Migettuwatte Gunananda Thera, Don Carolis Hewavitharana (cha của Anagarika Dharmapala), Andiris Perera Dharmagunawardhana (ông ngoại của Anagarika Dharmapala), Charles A. de Silva, Peter De Abrew, William De Abrew (cha của Peter), H. William Fernando, N. S. Fernando và Carolis Pujitha Gunawardena (thư ký).
Lá cờ được giương công khai lần đầu tiên vào lễ Phật Đản ngày 28 tháng 4 năm 1889 tại Dipaduttamarama, Kotahena, bởi Ven. Migettuwatte Gunananda Thera.
Nhà báo người Mỹ Henry Steel Olcott, người sáng lập và chủ tịch đầu tiên của Hội Thông Thiên Học, cho rằng hình dạng thuôn dài của lá cờ sẽ gây bất tiện cho việc sử dụng đại trà, và đề xuất chỉnh sửa nó thành kích thước và hình dạng như một lá quốc kỳ.
Tại Đại hội Liên hữu Phật giáo Thế giới (World Fellowship of Buddhists) đầu tiên năm 1950, lá cờ này được công nhận là cờ Phật giáo quốc tế.

## Màu sắc
Sáu giải màu nằm dọc trên cờ Phật giáo đại diện cho sáu màu sắc của vầng hào quang được tin là đã tỏa ra từ Phật Thích-ca khi Ngài đạt được Giác ngộ.
| Lam: Tình yêu thương, hòa bình và lòng bác ái                      |
| Vàng: Trung đạo – tránh cực đoan, sống khổ hạnh                    |
| Đỏ: Thực hành – thành tựu, trí tuệ, đức hạnh, vận mệnh và phẩm giá |
| Trắng: Phật Pháp – sự giải thoát ra khỏi không gian và thời gian   |
| Cam: Giáo huấn của Đức Phật – trí tuệ                              |
| ------------------------------------------------------------------ |

Giải màu thứ sáu ở ngoài cùng bao gồm cả năm màu sắc đầu tiên, đại diện cho sự kết hợp của các màu sắc đó trong quang phổ của vầng hào quang. Sự kết hợp này có tên gọi là Prabashvara.
Lại nữa, năm màu sắc cũng chính là năm màu đại diện cho ngũ căn, ngũ lực của Như Lai, đó là Tín. Tấn, Niệm, Định, Huệ.

## Biến thể

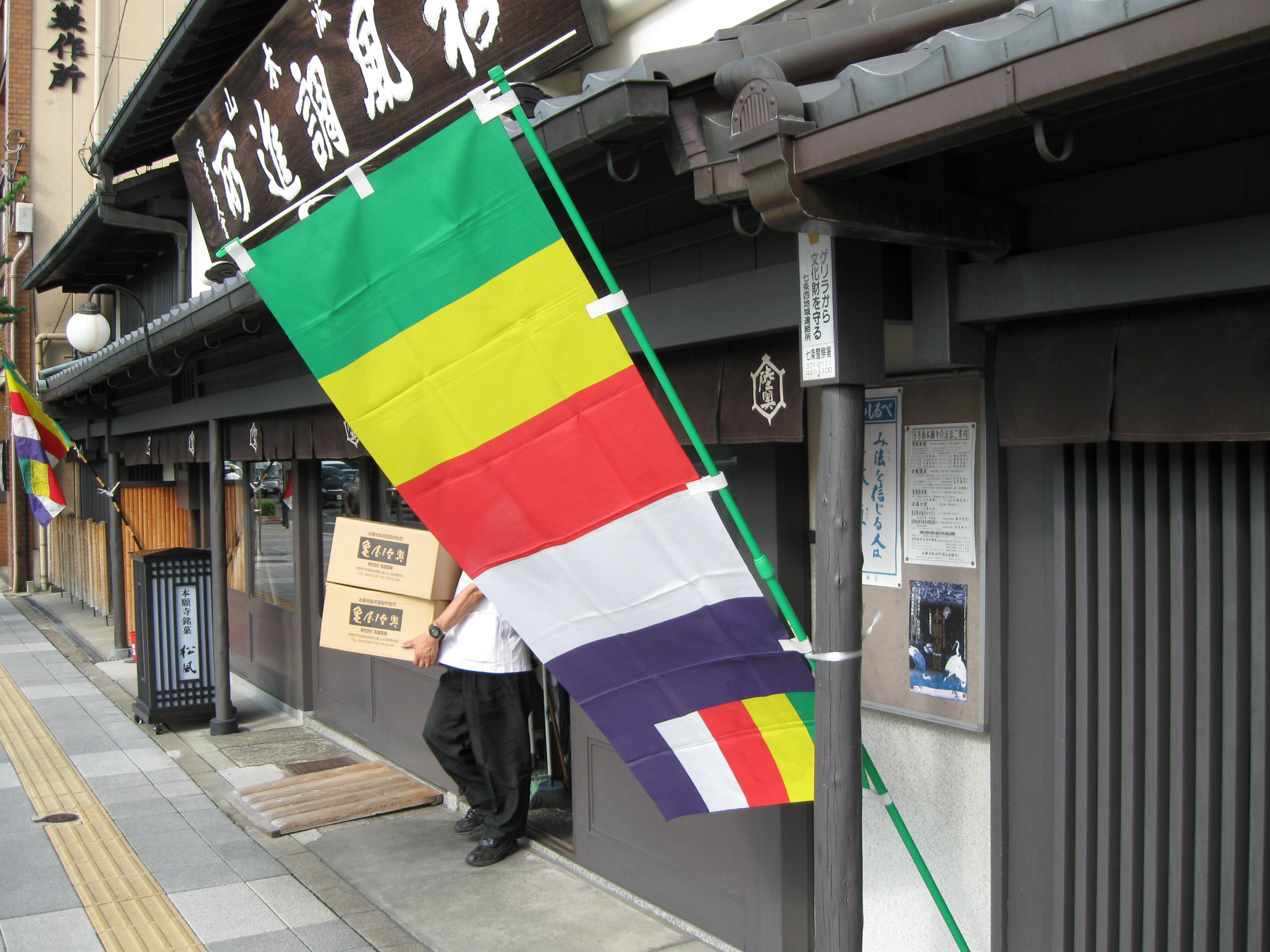
Một lá cờ Phật giáo tại Tokyo.

Cờ Phật giáo quốc tế được sử dụng trên khắp thế giới tại các ngôi chùa và tông phái khác nhau. Tuy nhiên, một số biến thể đã xuất hiện nhằm nhấn mạnh giáo lý riêng của người sử dụng.
- Tại Nhật Bản, cờ Phật giáo truyền thống goshikimaku (五色幕) sử dụng năm màu sắc khác đại diện cho Ngũ trí Như Lai.
- Phật tử Thượng toạ bộ tại Lào thay màu cam thành màu xanh lá cây nhạt.
- Tông phái Nhật Bản Tịnh độ chân tông thay màu cam bằng màu hồng.
- Phật tử Nepal thay màu cam bằng màu mận.
- Phật tử tại Tây Tạng thường thay màu cam bằng màu nâu sẫm.
- Soka Gakkai sử dụng một lá cờ ba màu bao gồm lam, vàng và đỏ.
- Phật tử Thượng tọa bộ tại Myanmar thay màu cam bằng màu hồng.
- Phật tử Thượng tọa bộ tại Thái Lan sử dụng một lá cờ màu vàng với hình ảnh Pháp luân.

Cờ của Tịnh độ chân tông
Cờ Phật giáo Tây Tạng
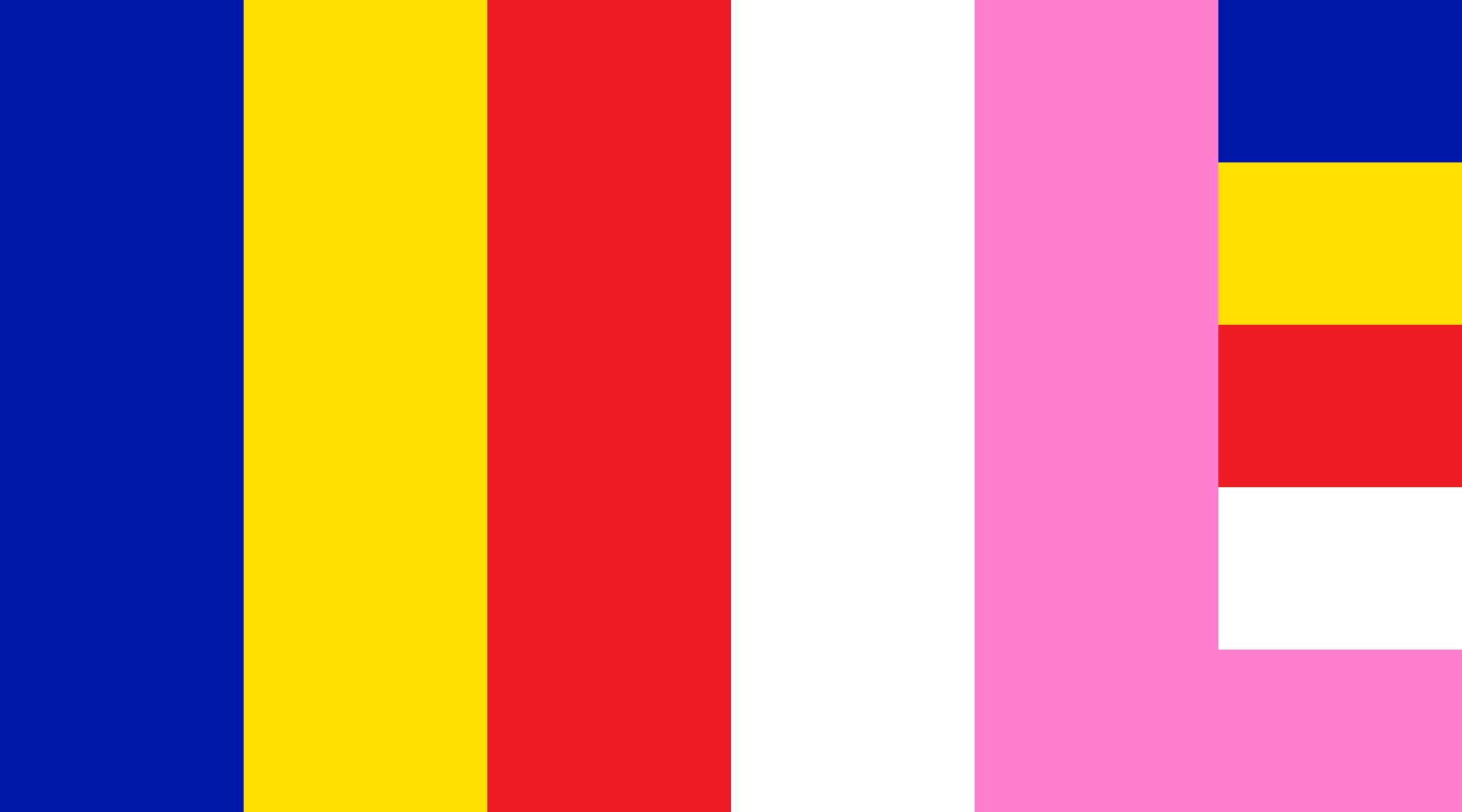
Cờ Phật giáo Miến điện
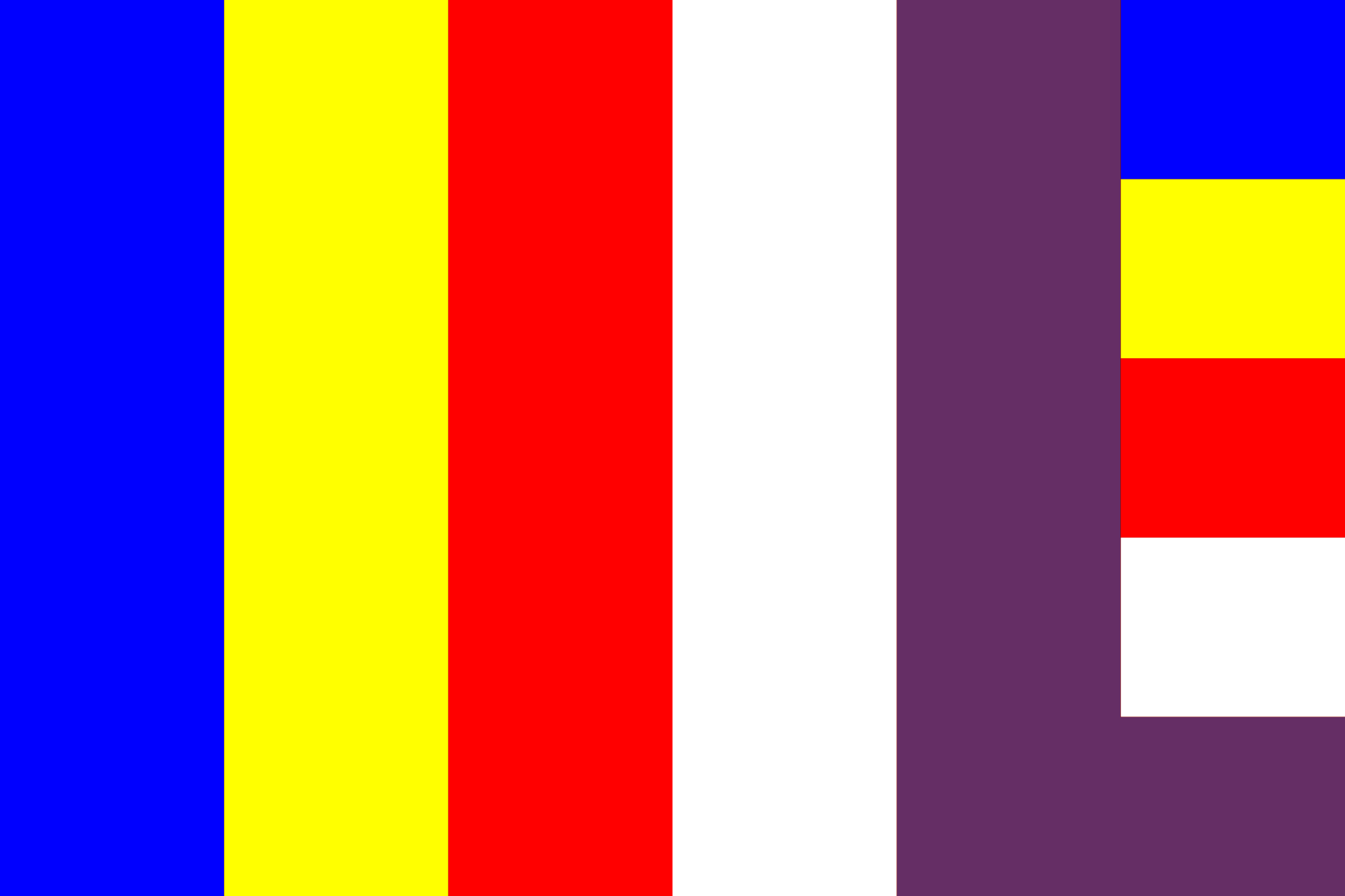
Cờ Phật giáo Nepal
Cờ Phật giáo Lào
Cờ Phật giáo Nhật Bản "goshikimaku" (五色幕)
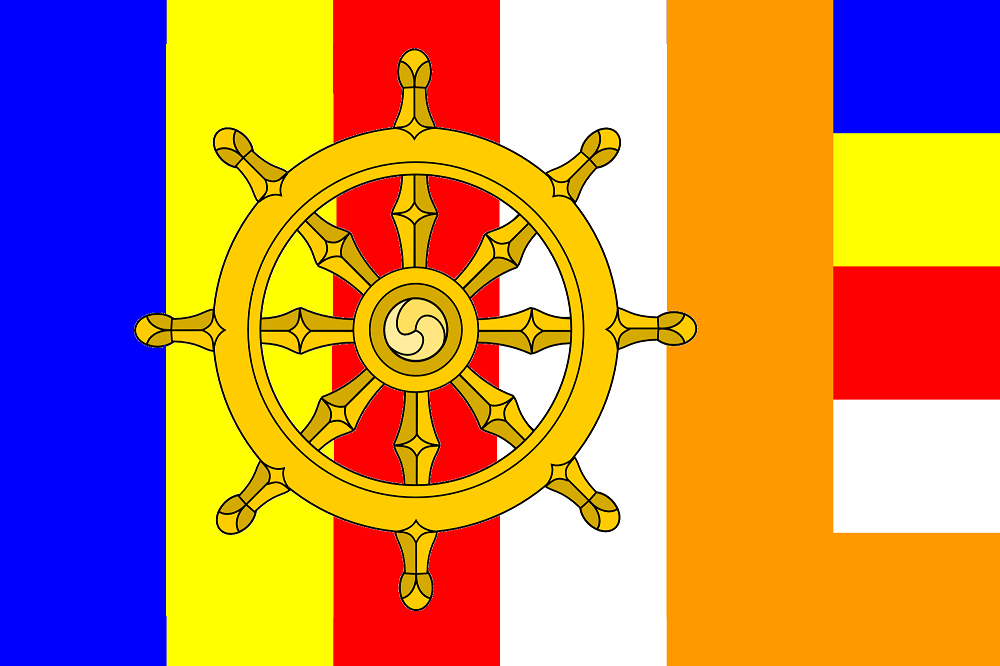
Một biến thể có sự xuất hiện của Pháp luân
Cờ của Soka Gakkai
Cờ Phật giáo Thái Lan (cờ Pháp luân, Thong Dhammacak)
Flag of Dalit Buddhist movement in India.
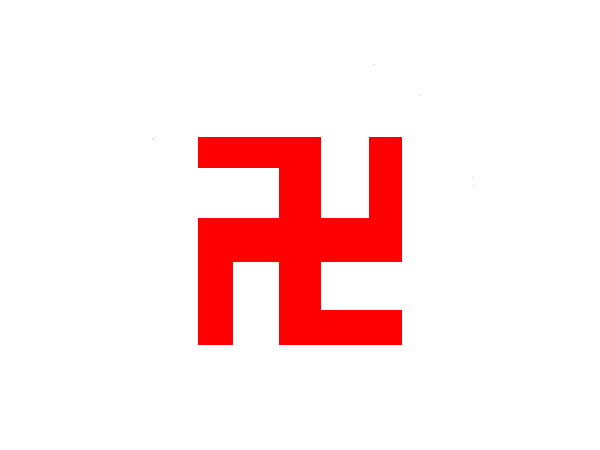
Cờ Phật giáo chữ Vạn Hàn Quốc
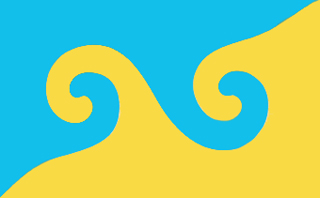
Karma Kagyu flag (Rangjung Rigpe Dorje, 16th Karmapa's "dream flag")